# Opat (Sigetska mikroregija, Mađarska)
Opat (mađ. Somogyapáti) selo je u južnoj Mađarskoj. Zauzima površinu od 10,07 km četvornih.

## Zemljopisni položaj
Nalazi se na 46° 5' sjeverne zemljopisne širine i 17° 45' istočne zemljopisne dužine. Somogyhatvan je 2,5 km sjeverozapadno, Vislovo je 1,5 km sjeveroistočno, Čerta je 3 km istočno, Bašalija je 2 km jugoistočno, Pokloša je 500 m južno, Mrnja je 4 km jugozapadno. Oko 3 km zapadno i 500 m sjeverno nalaze se ribnjaci.

## Upravna organizacija
Opat upravno pripada Sigetskoj mikroregiji u Baranjskoj županiji. Poštanski broj je 7922.

## Povijest
Selo i okolica važe kao naseljeno područje još od pretpovijesti. Kamena oruđa iz razdoblja od 4000. pr. Kr. - 2800. pr. Kr., keramički ulomci koji su pripadali kulturi keramike linijske ornamentike te tragovi Lengyelske kulture iz vremena kad su se njeni pripadnici okrenuli od zemlje.
Prvi spomen naselje bilježi 1322. kao Apáti u imenu opatije.
Za vrijeme Turskog Carstva je Opat ostao bez stanovnika, a obnova ljudstvom je uslijedila u 18. st. Među novodoseljenima su dijelom bile i slavenske obitelji.
Po županijskoj organizaciji od 1950., Opat je pripadao Šomođskoj županiji i njenom Sigetskom kotaru.

## Stanovništvo
Opat ima 562 stanovnika (2008.), od kojih su većina Mađari. Roma ima oko 6%, Hrvata ima 0,7%. Preko polovice stanovnika su katolici, oko 5% je kalvinista, a skoro trećina stanovnika nisu vjernici.

## Vanjske poveznice
- Opat na fallingrain.com